# Olios lincangensis
Espèce
Olios lincangensis est une espèce d'araignées aranéomorphes de la famille des Sparassidae.

## Distribution
Cette espèce est endémique du Yunnan en Chine,. Elle se rencontre dans le xian de Yongde.

## Description
Le mâle holotype mesure 12,5 mm et la femelle paratype 14,1 mm.

## Systématique et taxinomie
Cette espèce a été décrite par Hu, Zhang et Liu en 2025.

## Étymologie
Son nom d'espèce, composé de lincang et du suffixe latin -ensis, « qui vit dans, qui habite », lui a été donné en référence au lieu de sa découverte, Lincang.

## Publication originale
- Zhang, Niu, Liu, Wang & Hu, 2025 : « Three new species of the genus Olios Walckenaer, 1837 (Araneae, Sparassidae) from southern China. » ZooKeys, vol. 1245, p. 343-356 (texte intégral).